# Heck's
Heck's was een keten van discountwarenhuizen gevestigd in de Amerikaanse staat West Virginia. Het werd opgericht door inwoners van Boone County en door zakenmannen Fred Haddad, Tom Ellis en Lester Ellis en groothandelsdistributeur Douglas Cook. De naam Heck was een combinatie van de namen Haddad, Ellis en Cook. Haddad was voorzitter, Lester Ellis was vicevoorzitter en Tom Ellis was secretaris-penningmeester.

## Geschiedenis
Heck's, Inc. werd in 1959 opgericht door Fred Haddad, Tom en Lester Ellis en Doug Cook. Het hoofdkantoor was gevestigd op Kanawha Boulevard 1012, Charleston, West Virginia.
De winkels van Heck waren discount-warenhuizen die je in kleine steden in West Virginia, Virginia, westelijk Maryland, de Ohio Valley en delen van Indiana, Kentucky en North Carolina kon vinden. De structuur en productlijnen waren vergelijkbaar met die van de concurrenten Fisher's Big Wheel, Hills Department Stores, GC Murphy's Mart, Tempo and Buckeye Mart Stores en Walmart.
Een deel van Hecks expansie in het Middenwesten kwam tot stand na de overname van een kleinere discounter, T-Way Stores (Tradeway) in Indianapolis. In 1981 nam het ook Mr. Wiggs uit Indiana en Ohio over. 
Op het hoogtepunt in de jaren 1980 had Heck's 170 winkels in West Virginia, Ohio, Kentucky, Pennsylvania, Indiana, Maryland, Virginia en North Carolina. Forbes rangschikte Heck's in 1980 als derde nationaal op het gebied van winstgevendheid en groei, waarmee het Kmart versloeg.
In 1983 ging Haddad met pensioen als president van Heck en verkocht zijn aandelen in het bedrijf. De gebroeders Ellis hadden zich in de jaren 1970 al eerder uitverkocht.

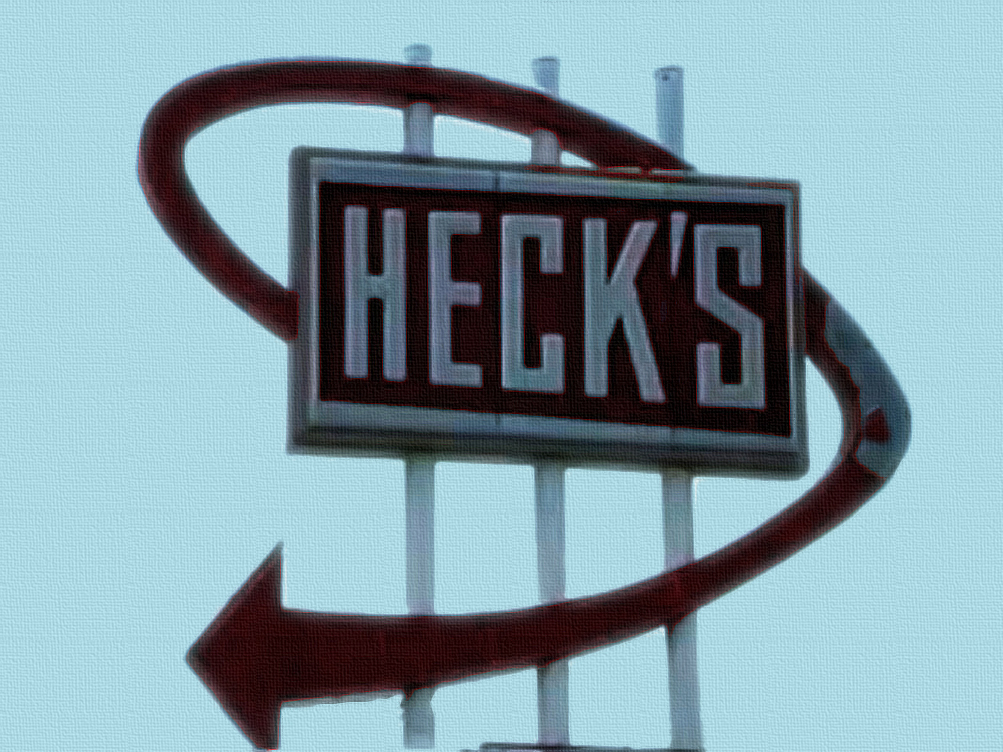
Bord van een voormalige Heck's Discount Store in West Virginia

Het jaar daarop daalde de omzet en in 1984 leed het bedrijf voor het eerst verlies. In 1985 begonnen de ontslagen omdat de verliezen aanhielden.
Een aantal factoren droegen bij aan de neergang van Heck's. De economische crisis in de Verenigde Staten begin jaren 1980 trof vooral West Virginia hard en de winkel kreeg steeds meer concurrentie van andere winkelketens.
In februari 1987 werd een fusieovereenkomst van $125 miljoen met de in New York City gevestigde Toussie-Viner Group beëindigd vanwege de zwakke prestaties van Heck's in de laatste maanden van 1986. Het bedrijf vroeg vervolgens faillissement aan. Ten tijde hiervan exploiteerde Heck's 140 winkels.
In 1989 kwam het bedrijf uit het faillissement met 55 winkels en een nieuwe naam, Take 10 Discount Club, een ledenclub waarvoor het $ 10 kostte om lid te worden. 
Kort daarna werden alle activa van de retaildivisie verkocht aan Retail Acquisition Corporation, Inc. en werd de naam veranderd in LA Joe Department Stores. Twee locaties werden verkocht aan Fisher's Big Wheel. Eén locatie werd verkocht aan Gabriel Brothers.
In een artikel in The Philadelphia Inquirer uit 1991 worden verschillende factoren genoemd die hebben bijgedragen aan de ondergang van Heck's onder het nieuwe management van Russell Isaacs. De schuld wordt daarbij gelegd bij de ingrijpende veranderingen die Isaacs in de winkels doorvoerde. 
De Inquirer noemde met name de frustratie van klanten over de voortdurende veranderingen in de winkelinrichting en het feit dat producten uit de voorraad werden gehaald. De winkel kreeg bovendien te maken met grote problemen door kostbare datafouten die het gevolg waren van het nieuwe computerboekhoudsysteem.